# 菅原郁郎

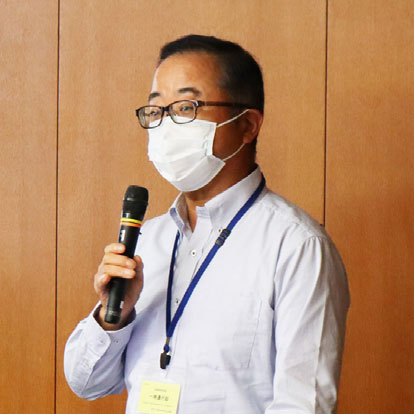
2020年

菅原 郁郎（すがわら いくろう、1957年（昭和32年）3月6日-）は、日本の経済産業官僚。経済産業事務次官を経て、内閣官房参与、特定非営利活動法人ビュー・コミュニケーションズ理事長、トヨタ自動車取締役、日立製作所取締役、国立大学法人一橋大学理事、富士フイルムホールディングス取締役。

## 経歴・人物
宮城県出身。父は若柳町長を務めた菅原郁夫。1975年（昭和50年）岩手県立一関第一高等学校、1981年（昭和56年）東京大学経済学部経済学科を卒業し、通商産業省に入省した（通産省大臣官房総務課に配属）。
- 1987年（昭和62年）6月 - 米国ノースウェスタン大学に留学する
- 1994年（平成6年）5月 - 通産省産業政策局総務課（法令審査委員）
- 1995年（平成7年）4月 - 通産省大臣官房秘書課（法令審査委員）
- 1996年（平成8年）6月 - 通産省大臣官房秘書課（法令審査委員）
- 1997年（平成9年）5月 - 石油公団ワシントン事務所長
- 2000年（平成12年）6月 - 通産省生活産業局サービス産業課長
- 2001年（平成13年）1月 - 経済産業省商務情報政策局サービス産業課長
- 2002年（平成14年）7月 - 経産省大臣官房政策審議室長
- 2004年（平成16年）6月 - 資源エネルギー庁電力・ガス事業部政策課長
- 2006年（平成18年）
  - 4月 - 経産省大臣官房政策審議室長
  - 7月 - 経産省大臣官房会計課長
- 2007年（平成19年）
  - 7月 - 経産省大臣官房総務課長
  - 9月 - 福田康夫内閣総理大臣秘書官
- 2008年（平成20年）9月 - 経産省大臣官房政策評価審議官
- 2010年（平成22年）7月 - 経産省産業技術環境局局長
- 2012年（平成24年）9月 - 経産省経済産業政策局長[2]
- 2015年（平成27年）7月31日 - 経済産業事務次官[3]
- 2017年（平成29年）
  - 7月5日 - 退官
  - 8月15日 - 内閣官房参与[4]
  - 特定非営利活動法人ビュー・コミュニケーションズ理事長[5]
- 2018年（平成30年）
  - 1月1日 - データサイ - エンス研究所顧問[6]
  - 6月 - 内閣官房参与退任[7]
  - 6月14日 - トヨタ自動車取締役（社外取締役）[8]
  - 12月1日 - 国立大学法人一橋大学理事[9]
- 2022年（令和4年）
  - 6月 - 日立製作所取締役[10]、富士フイルムホールディングス取締役[11]
  - 9月 - 国立大学法人一橋大学顧問[12]
  - 10月 - 国立大学法人一橋大学社会科学の発展を考える円卓会議委員[13]